# Basilica di San Giovanni Battista dei Fiorentini
La basilica di San Giovanni Battista dei Fiorentini è un luogo di culto cattolico di Roma. Dedicata a san Giovanni Battista, fu iniziata nel XVI secolo e completata nel XVIII all'inizio di Via Giulia come chiesa nazionale dei fiorentini a Roma. È basilica minore e sede dell'omonima parrocchia.

## Storia

### Il primo progetto
La rivoluzione urbanistica immaginata da papa Giulio II Della Rovere si concretizzò nel 1508 con l'apertura di via Giulia, rettifilo che dal cuore della città portava sino in Vaticano. Proprio nel 1508 si ha il primo progetto di Donato Bramante per una grande chiesa della nazione fiorentina dedicata a san Giovanni Battista che potesse divenire il capitolo architettonico finale della strada. Tale primo progetto a pianta centrale, seppure non andato oltre la planimetria, costituirà un importante precedente, in quanto la Fabrica di San Giovanni de' Fiorentini procederà parallelamente per temi e progetti alla Fabrica di San Pietro, copiandone addirittura i partiti decorativi.

### Gli interventi di Sansovino e Sangallo

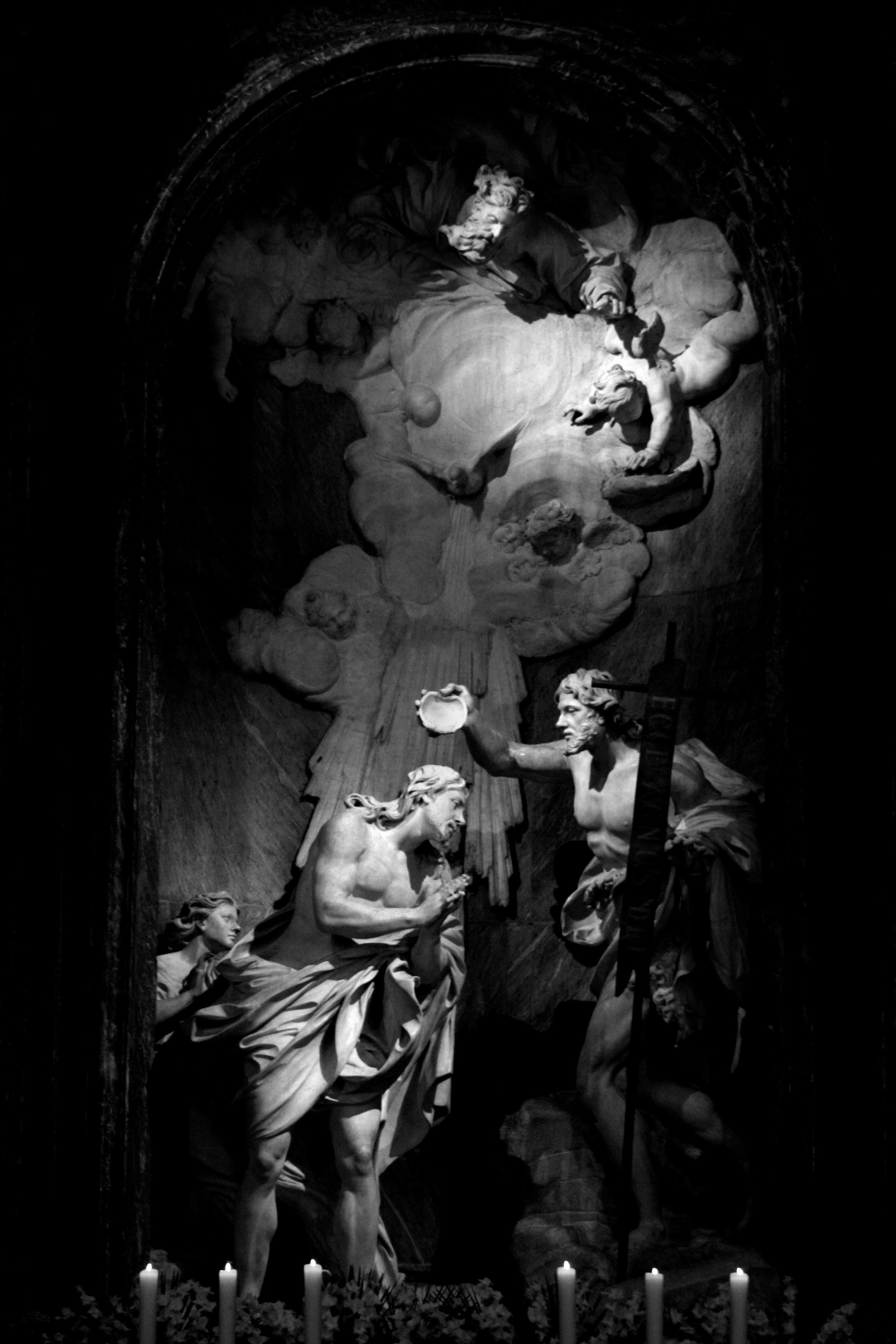
San Giovanni Battista e Gesù, di Antonio Raggi. Particolare del gruppo scultoreo Il battesimo di Cristo

Dal primo progetto irrealizzato si arrivò ad un concorso per l'effettiva realizzazione con il coinvolgimento dei più grandi artisti dell'epoca: Jacopo Sansovino, Raffaello Sanzio, Antonio da Sangallo e Baldassarre Peruzzi. Il vincitore, Jacopo Sansovino, principiò così la costruzione nel 1519 su base centrale, incontrando subito i primi problemi, in quanto la chiesa si era immaginata, essendo dedicata al Battista, con la zona absidale edificata nel letto del fiume Tevere. 
Proprio i problemi delle forti sostruzioni da edificare nelle sabbie del fiume e alcuni sospetti sulla reale finalizzazione delle finanze, provocarono l'allontanamento del Sansovino e la commissione dell'opera ad Antonio da Sangallo il Giovane, valente architetto che aveva dato prova delle proprie capacità tecniche in costruzioni militari, e che risolse brillantemente il problema delle sostruzioni. Neanche lui riuscì però a dare seguito al proprio progetto, peraltro basato sulla integrazione tra pianta centrica e longitudinale. In questo periodo si pongono cinque splendidi disegni di Michelangelo Buonarroti, che immaginano una chiesa a pianta centrale cui affida la realizzazione al suo allievo Tiberio Calcagni, che ne trarrà anche un modello ligneo, più volte rappresentato.

### La chiesa edificata da Della Porta e Galilei

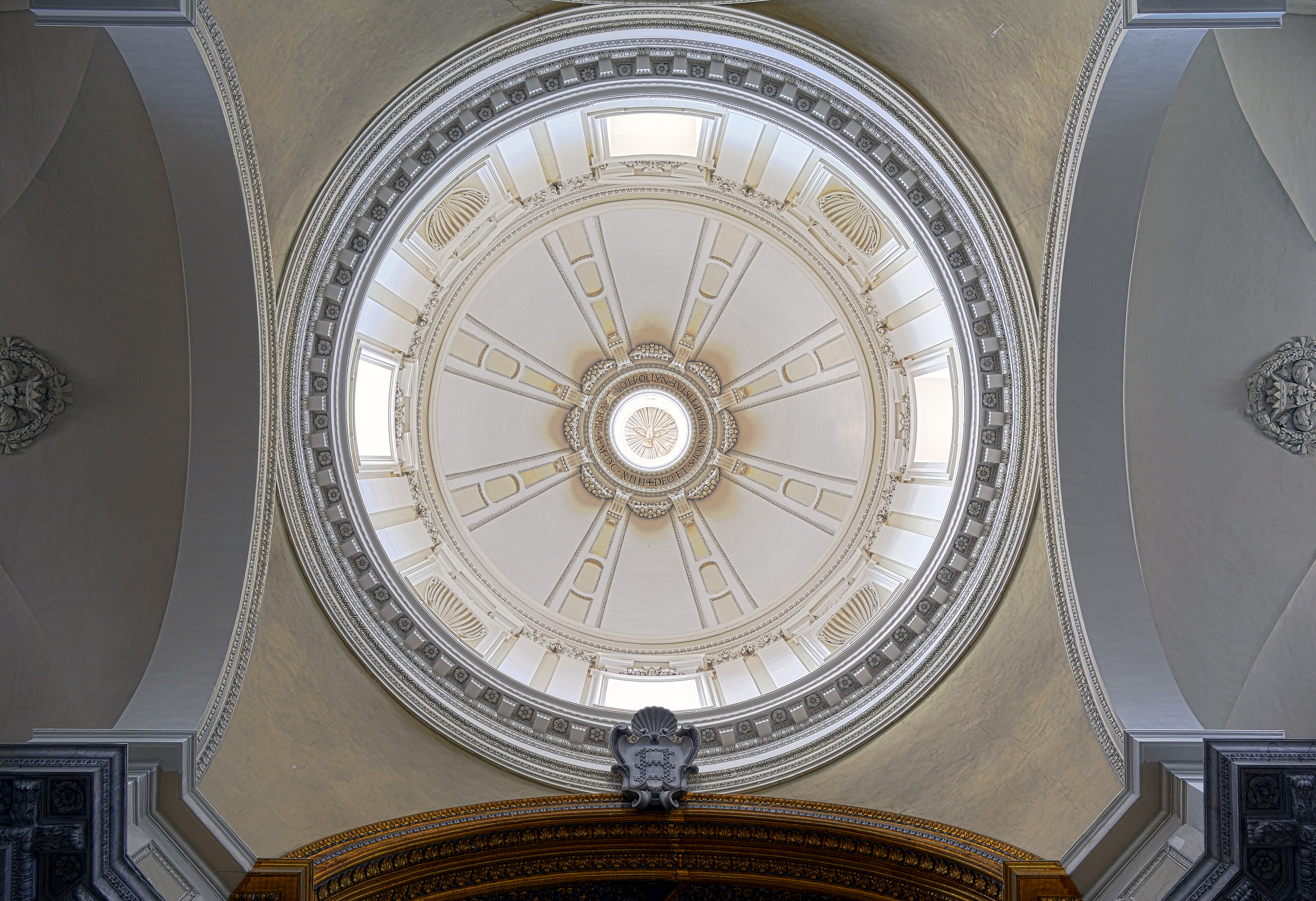
La cupola

L'effettiva edificazione della chiesa avviene con il coinvolgimento di Giacomo Della Porta che imposta una chiesa a pianta basilicale con tre navate su pilastri arcuati e cinque cappelle per lato e con tre catini absidati al sommocroce e cupola, chiesa che è, a parte questi ultimi particolari, l'edificio oggi visibile. Il completamento di questo avverrà solo con Carlo Maderno, il quale ridurrà il progetto di Giacomo Della Porta, concludendo abside e transetti con tre pareti piane con finestroni ed edificando nel 1614 la slanciata cupola in laterizi e stucco. L'abside rimase non decorata sino agli anni quaranta del Seicento, quando venne commissionato a Pietro da Cortona un allestimento provvisorio di legno e stucco con imponenti tele prese a prestito dalla Chiesa Nuova. 
Con il patronato della cappella absidale alla famiglia Falconieri venne commissionato al Cortona un progetto definitivo che vedeva la messa in opera di un gruppo scultoreo colossale realizzato da Francesco Mochi. L'attuale abside verrà poi realizzata sul medesimo tema ma in maniera formale totalmente diversa negli anni Sessanta del Seicento da Francesco Borromini con il gruppo scultoreo di Antonio Raggi. La chiesa fu però completata solo nel 1734/1738, da Alessandro Galilei, che morì un anno prima del completamento della facciata.

## Apparato scultoreo

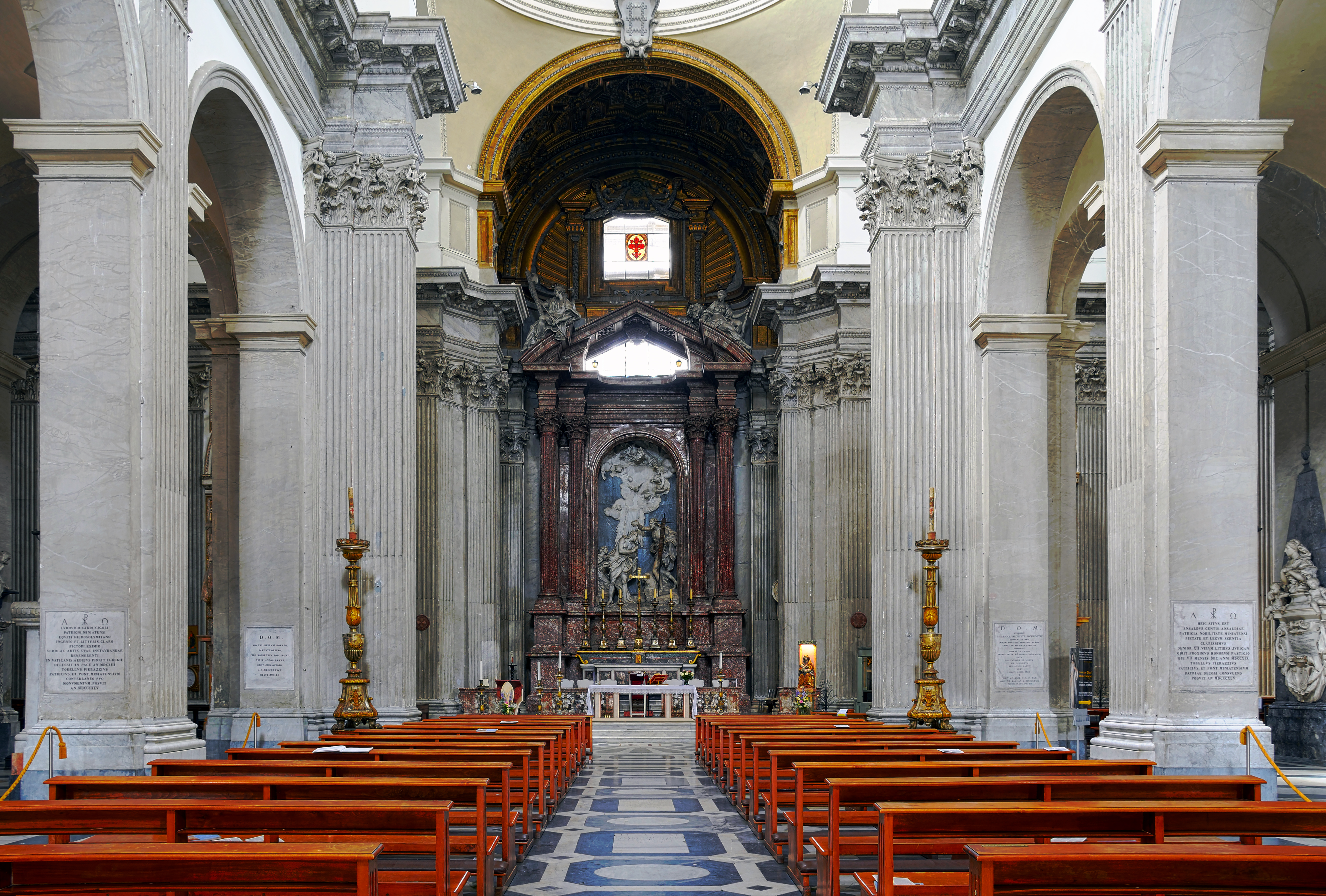
L'interno

L'abside della basilica rappresenta un vero e proprio museo della scultura barocca immediatamente successiva a Bernini e Algardi: l'altare maggiore si apre sull'imponente gruppo scultoreo raffigurante il Battesimo di Cristo, opera di Antonio Raggi con ai due lati i sepolcri della famiglia Falconieri con le statue de La Fede di Ercole Ferrata e de La Carità di Domenico Guidi, arricchite da geni in stucco sempre di mano di questi, mentre settecenteschi sono i ritratti marmorei di membri della famiglia Falconieri in medaglioni policromi, retti da putti. Di Paolo Benaglia è la memoria di Alessandro Falconieri e Marianna Lante di gusto neoclassico.
Il colossale altar maggiore, tutto in marmo rosso di Francia e marmo rosso di Cottanello (proveniente dall'omonimo paese in provincia di Rieti) è sormontato da La Giustizia di Michel Anguier e da La Fortezza di Leonardo Reti.
Il transetto è poi arricchito dai busti commemorativi di Antonio Barberini, del Bernini, di Pier Francesco de' Rossi, di Domenico Guidi, di Ottaviano Acciaioli, di Ercole Ferrata, e di Ottavio Corsini dell'Algardi.
Nei pilastri delle navate sono il Monumento a Francesca Calderini Pecori Riccardi di Antonio Raggi del 1655 circa, il Monumento ad Alessandro Gregorio Capponi, disegnato da Ferdinando Fuga e scolpito nel 1746 da Michel-Ange Slodtz e il Monumento a Girolamo Samminiati di Filippo della Valle, del 1733, di cui è anche la memoria e busto di Clemente XII Corsini, del 1750. Glissando sulle statue e bassorilievi in stucco bianco e dorato, che raggiungono una raffinatezza incredibile nella Cappella della Madonna della Misericordia e nella Cappella Sacchetti, l'attenzione va proprio a quest'ultima, ove sull'altare è posto, inquadrato in una mostra in marmo nero africano lucidato a specchio, il magnifico crocefisso in bronzo realizzato da Paolo Sanquirico su disegno di Prospero Antichi. Nella Cappella dedicata a San Filippo Neri è poi conservato il busto del santo reliquiario della croce alla quale era solito rivolgere la propria preghiera, realizzato da Giuseppe Ducrot e, nella Cappella di Gesù Misericordioso, il ricco apparato scultoreo di Gino Giannetti.

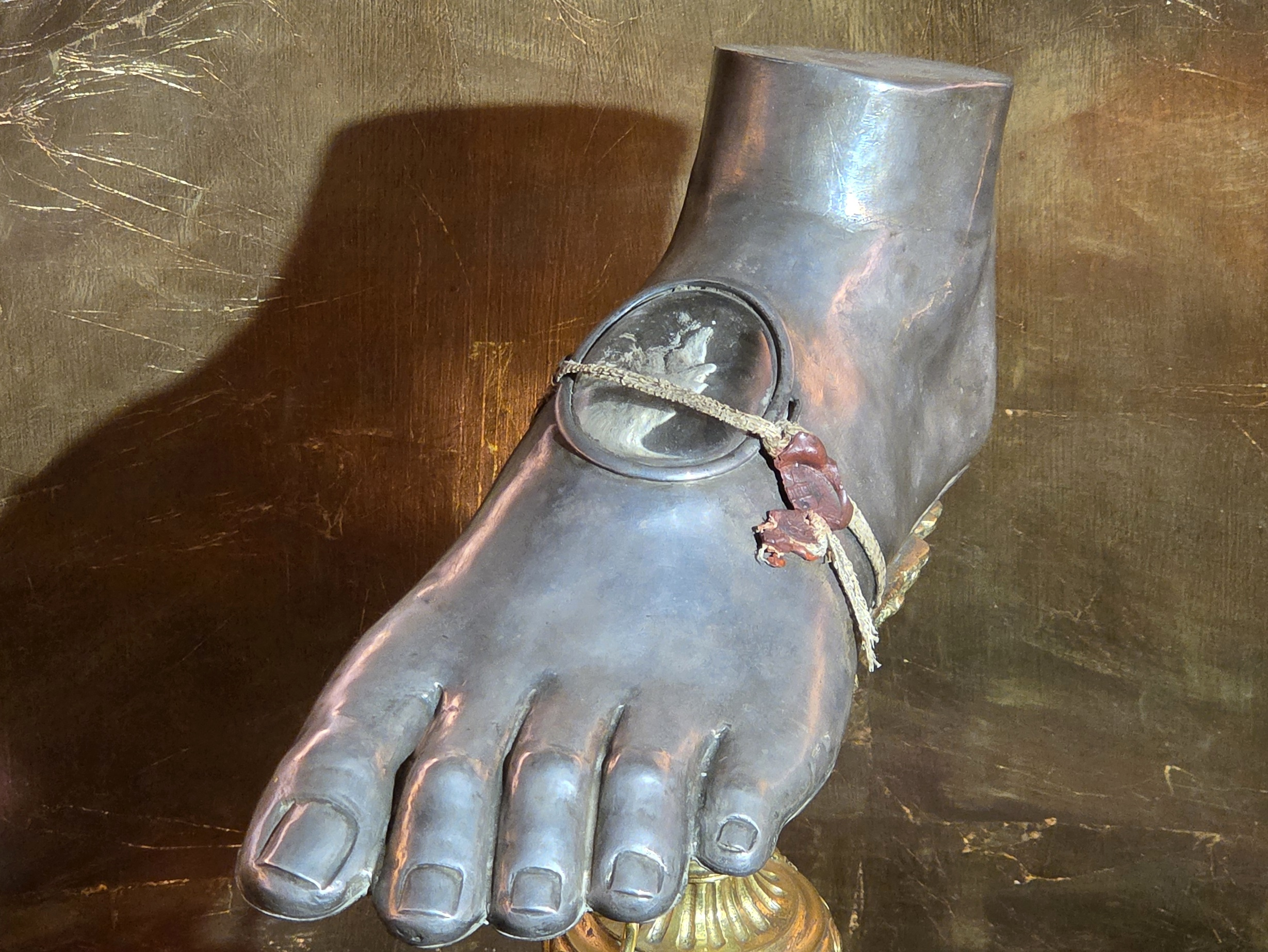
Piede sinistro di Santa Maria Maddalena, esposto alla devozione dei fedeli.

Sulla facciata troviamo nuovamente la mano dei principali scultori dell'ultimo linguaggio barocco: Filippo della Valle, Paolo Benaglia, Pietro Bracci, Domenico Scaramuccia, Salvatore Sanni, Francesco Queirolo, Simone Martinez, Gaetano Altobelli, Carlo Pacilli, Giuseppe Canard. Nell'attiguo Museo San Giovanni de' Fiorentini notevoli la statua di un giovane San Giovanni Battista, attribuita tradizionalmente a Donatello e recentemente restituita a Michelangelo grazia al rinvenimento di alcuni documenti, i busti di Antonio Coppola e Antonio Cepparello di Gian Lorenzo Bernini e di Pier Cambi di Pompeo Ferrucci, il rilievo con la Vergine, Sant'Anna e il Bambino di Pierino da Vinci, il crocifisso bronzeo di Antonio Raggi, il reliquiario del piede di Maria Maddalena della bottega di Benvenuto Cellini in argento, bronzo e oro e il grande ostensorio in argento di Luigi Valadier.

### Personaggi sepolti nella chiesa
Nella chiesa sono sepolti il cardinale Ludovico Maria Torriggiani, Carlo Maderno, Francesco Borromini, Ludovico Cardi detto il Cigoli (poi traslato nella Chiesa dei Santi Michele e Gaetano di Firenze), Onofrio del Grillo, ispiratore del personaggio principale del film Il marchese del Grillo, l'architetto Carlo Murena, Ansaldo Ansaldi giurista e letterato, molti membri della famiglia dei marchesi Sacchetti, nella omonima cappella alla sinistra dell’altare maggiore.
Il 7 maggio 2013, invece, vi si celebrarono le esequie funebri del politico italiano Giulio Andreotti storico parrocchiano della Basilica.

### Archivio dell'Arciconfraternita dei Fiorentini
Nella chiesa è conservato l'Archivio Storico dell'Arciconfraternita dei Fiorentini che conserva scritti, documenti, progetti e spartiti dal Quattrocento a oggi, fra i quali documenti curiosi come il verbale di cacciata di Leonardo da Vinci dal sodalizio per il mancato pagamento della tassa d'ingresso.

### Ingresso
La chiesa è aperta al pubblico tutti i giorni, dalle 7.15 alle 12.00 e dalle 17 alle 19 (festivi dalle 8.30 alle 13.00 e dalle 17.30 alle 20) ed è famosa anche per il fatto che al suo interno è possibile l'ingresso agli animali.

## Filippo Neri e l'Oratorio
Filippo Neri fondò la Congregazione dell'oratorio mentre era rettore di questa chiesa; una delle cappelle è a lui dedicata. Fu chiamato a prendere la rettoria della chiesa su insistenza dei Fiorentini, desiderosi di avere una figura carismatica a capo della nuova chiesa nazionale. Filippo non gradiva però tale ambiente, ritenuto troppo "nobile" e frequentemente tornava alla sua precedente chiesa di San Girolamo della Carità.
Sino alla demolizione negli anni quaranta del XX secolo, nell'attiguo ospedale era conservato in una sala un camino con la scritta graffita a mano Caesar Baronius cocuus perpetuus, qui lasciata dal futuro cardinale Cesare Baronio, seguace di Filippo, cui toccava di frequente il turno in cucina.